# Achtung Baby
| Recensione    | Giudizio       |
| ------------- | -------------- |
| Ondarock      | Pietra miliare |
| AllMusic      |                |
| Rolling Stone |                |

Achtung Baby è il settimo album in studio del gruppo musicale irlandese U2, pubblicato il 18 novembre 1991 dall'etichetta discografica Island Records.
È stato inserito dalla rivista Rolling Stone al 62º posto tra i 500 migliori album di tutti i tempi secondo Rolling Stone. In occasione dell'anniversario dei vent'anni dall'uscita del disco fu realizzata un'edizione speciale.

## Descrizione
Da molti considerato il capolavoro assoluto della gruppo irlandese (per alcuni anche superiore a The Joshua Tree), Achtung Baby è il primo dei dischi che porterà gli U2 ad un cambiamento radicale nel loro genere musicale. Sempre fedeli al loro impegno politico e sociale, il gruppo questa volta, dopo la pausa seguita al LoveTown Tour, decide di dare una scossa al proprio modo di fare musica.
Il disco viene registrato fra Dublino e gli studi Hansa Ton di Berlino, famosi per aver ospitato precedentemente le session di registrazione di alcun celebri album di David Bowie. L'aria tedesca, e nettamente più europea rispetto al precedente Rattle and Hum, si avverte in numerose canzoni ed è anche visibile in uno dei tre video di One. I suoni sono decisamente diversi rispetto al passato, l'elettronica fa il suo primo ingresso nel sound U2, ma l'elemento che più spicca è la chitarra di The Edge, mai così tagliente e suggestiva. Il primo singolo estratto, The Fly, spiazza i fan degli U2 degli anni ottanta.

### I brani

#### Zoo Station
Bono ebbe l'ispirazione per la canzone dopo aver sentito una storia sul Zoologischer Garten Berlin, ambientata durante la Seconda Guerra Mondiale. Dopo uno dei tanti bombardamenti aerei che colpirono la capitale tedesca, la struttura del giardino zoologico venne danneggiata, il che rese possibile la fuga degli animali, che iniziarono a vagabondare per la città in macerie. Il cantante pensò che l'immagine di animali che escono dalle proprie gabbie e iniziano a girare, finalmente liberi, per la città era un'ottima metafora di quello che erano gli U2 nel 1990, ovvero una band che voleva scappare dall'immagine seriosa e impegnata che l'aveva caratterizzata nel decennio precedente, per reinventarsi in un nuovo linguaggio ideologico, musicale ed estetico che li facesse sentire più liberi e a loro agio.
Il brano inizia con un effetto che rimanda al rumore bianco del televisore, a darci l'impressione di qualcosa che si è rotto o interrotto. Il sound della canzone è un misto di rock alternativo e musica industriale, e per la prima volta nella storia degli U2 la voce di Bono è filtrata.

#### Even Better Than The Real Thing
Il testo tratta della crescente cultura trash, in cui tutto ciò che è di poco valore o tarocco risulta essere addirittura migliore rispetto all'originale. Non a caso, il videoclip del brano presenta una serie di sosia di artisti del passato (i Beatles, Jimi Hendrix, Michael Jackson) e degli stessi U2, uniti a un intermezzo in cui si sovrappongono spezzoni presi dal simbolo della cultura trash, la televisione, tra cui le nozze tra Cicciolina e Jeff Koons, un film pornografico, ecc.

#### One
Quella che è una delle canzoni più famose della band irlandese nacque nel periodo di maggior tensione all'interno della band. Quando gli U2 iniziarono a lavorare ad Achtung Baby, erano infatti divisi in due: da una parte, Bono e The Edge, che spingevano per suoni più moderni, come il dance rock, l'alternative rock, l'elettronica e il noise rock; dall'altra Larry Mullen Jr, Adam Clayton e il produttore Daniel Lanois, decisi a non spostarsi dal classico suono U2. Ma dal momento che quest'album doveva essere l'inizio di una nuova era per gli U2, il conservatorismo di tre quinti del gruppo acuì i dissapori e il nervosismo all'interno della band, che fu addirittura sul punto di uno scioglimento. Fu l'arrivo a Berlino di Brian Eno a calmare le acque: il non musicista, sentendo i demo realizzati fino a quel momento, era molto soddisfatto di quello che la band, nonostante tutto, stesse producendo. Eno fece capire ai componenti del gruppo che potevano tranquillamente esplorare nuovi lidi musicali mantenendo sempre l'identità-U2. Fu così che un giorno, mentre The Edge stava provando dei bridge per Mysterious Ways, venne fuori una linea melodica che in breve tempo diventò One.
Il testo della canzone è stato spesso vittima di fraintendimenti. Molti, infatti, la considerano una canzone d'amore; in realtà, come Bono ed Edge ebbero a dire più volte, è una canzone che parla di diversità e separazione: quella di un paese, la Germania, divisa in Ovest ed Est per quarant'anni, quella tra il chitarrista e la prima moglie, quella tra un sieropositivo e il padre.

#### Until the End of the World
Il brano è stato incluso, in una versione leggermente diversa, nella colonna sonora omonima - Until the End of the World - del film di Wim Wenders del 1991 Fino alla fine del mondo. La canzone ha origine da un riff di chitarra che il cantante Bono compose in un demo dal titolo "Fat Boy" del 1990 prima delle sessioni di registrazione dell'album stesso. Il testo è un ipotetico discorso tra Giuda e Gesù, in cui il primo cerca di scusarsi per aver tradito il secondo. Bono disse che l'idea del testo gli venne in mente dopo aver visto L'ultima tentazione di Cristo di Martin Scorsese.
È tra le prime quindici canzoni suonate più frequentemente dal vivo dagli U2 e ha fatto il suo esordio nello ZooTV Tour, dove solitamente veniva seguita da New Year's Day. Appare in diversi DVD pubblicati dalla band irlandese: Zoo TV: Live from Sydney, PopMart: Live from Mexico City, Elevation 2001: U2 Live from Boston e U2 Go Home - Live from Slane Castle Ireland. Per suonarla, The Edge ha sempre utilizzato una Gibson Les Paul, in particolare una Les Paul Custom durante lo ZooTV Tour e una Les Paul Standard Goldtop nel PopMart Tour, nell'Elevation Tour, nel Vertigo Tour e nel U2 360º Tour. La versione live del brano è stata inserita nella compilation Alternative NRG.

#### Who's Gonna Ride Your Wild Horses
Who's Gonna Ride Your Wild Horses parla di una relazione extraconiugale; l'argomento potrebbe essere il vissuto di The Edge, dal momento che proprio in quel periodo si stava separando dalla moglie, anche se c'è chi pensa sia Bono il protagonista del brano, sebbene nessuno della band ne abbia mai spiegato il contenuto e i riferimenti precisi.

#### So Cruel
Il dramma che stava vivendo The Edge ebbe un ruolo quasi centrale nella realizzazione dell'opera. Anche questo brano, così come One, tratta della fine quasi violenta di una relazione, vista dal punto di un lui totalmente vittima della sua lei. Il brano fu suonato soltanto tre volte dal vivo durante lo ZooTV Tour, in una versione acustica proposta dal solo Bono.

#### The Fly
Il primo singolo dell'album è quello che forse meglio lo rappresenta. Usando una celebre frase di Bono, se Achtung Baby è il suono di quattro uomini che abbattono The Joshua Tree, The Fly è la motosega di cui i quattro si servono. Per la prima volta la chitarra di The Edge è graffiante, metallica (e l'assolo è forse il suo migliore su disco); il cantato di Bono è basso e ancora una volta falsato dall'elettronica; il basso di Adam Clayton batte profondo; la batteria di Larry Mullen Jr si fa tribale. Nel brano si segnala per il coro del ritornello cantato da The Edge con un'ottava particolarmente alta, quasi in falsetto.
Bono interpreta (cosa allora inedita per il frontman) The Fly, la mosca del titolo intesa come parodia delle rockstar "impegnate", indossando abiti di pelle e occhiali da sole con grandi lenti nere: il testo è una chiamata da incubo, in cui il fastidioso e ronzante protagonista elenca delle inconcludenti frasi fatte spacciate da insegnamenti di vita ("un amico è qualcuno che ti aiuta", "l'ambizione morde le unghie del successo", "la coscienza a volte può essere una peste", ecc.), con un finale ironico, in cui si accorge di aver finito i centesimi per chiamare, e in cui annuncia laconico che "ci sono un sacco di cose che, se potessi, metterei a posto".

#### Mysterious Ways
Mysterious Ways, inizialmente, era Sick Puppy, di cui è rimasto soltanto la parte al basso di Adam Clayton. Il brano si differenzia per il suo suono, un misto di dance e funk. Per il testo, Bono si è ispirato al dramma di Oscar Wilde Salome (una b-side del periodo ha proprio questo nome, ovviamente con lo stesso tema). Non a caso, nelle esecuzioni dal vivo durante lo ZooTv Tour, una danzatrice del ventre si univa alla band. Il ruolo se lo scambiarono due danzatrici e la seconda (presente nel video ZooTv: Live from Sydney) sarebbe diventata, poi, la seconda moglie di The Edge.

#### Tryin' To Throw Your Arms Around The World
L'ottava traccia è sorretta da sonorità dream-pop. Il brano racconta del tentativo di ricostruire una relazione sentimentale dopo una sbornia, col protagonista che promette alla sua donna di correre da lei, pregandola di fermarsi e restare. L'incedere sospeso evolve con una conclusione disillusa, nella quale il protagonista si rende conto che oramai il rapporto sia irrecuperabile ("e ad una donna serve un uomo, come ad un pesce serve una bicicletta").

#### Ultraviolet (Light My Way)
Il brano si apre con una serie di voci in falsetto che si susseguono e da un tappeto sonoro sognante. L'incipit di Bono, molto blues, è il preludio all'entrata in scena degli strumenti. È una canzone d'amore scritta dal cantante per la moglie Alison, che nel luglio del 1991 diede alla luce la secondogenita della coppia, Eve Hewson. Secondo un'altra interpretazione, la canzone parla invece del dolore e del senso di smarrimento del padre di Bono, Bob, per la morte di sua moglie Iris.

#### Acrobat
Nella canzone, Bono descrisse i momenti in cui si stava componendo tale brano, come se Lanois cercasse di convincere gli altri a suonare per esprimere la loro forza, mentre lui tentava di sperimentare e mettere in musica la propria debolezza.
Dal punto di vista del testo, Acrobat parla soprattutto della debolezza di Bono, delle sue contraddizioni e del suo sentirsi inadeguato come rockstar. In particolare la frase "Don't let the bastards grind you down" gli fu suggerita dal musicista e amico di lunga data Gavin Friday in riferimento ai media. È stata suonata dal vivo la prima volta solo nel 2018, in occasione dell'Experience + Innocence Tour.

#### Love Is Blindness
L'ultima traccia dell'album, Love Is Blindness, è stata scritta tra la registrazione dell'album Rattle and Hum e le tappe australiane del LoveTown Tour del 1989. Bono descrisse l'assolo di chitarra di The Edge come "una preghiera molto più eloquente di quanto lui avrebbe mai potuto scrivere". Il tema trattato è quello del terrorismo irlandese e dell'ideologia che vi è alla base, in grado da render cieco chi ci crede. È stata spesso l'ultima o la penultima canzone eseguita dal vivo durante lo ZooTV Tour e delle immagini raffiguranti un cielo notturno venivano proiettate sugli schermi. The Edge utilizza una Gibson Les Paul Custom sia nella versione studio che in quella dal vivo, più estesa però della prima per via dell'assolo di chitarra. Nel DVD Zoo TV: Live from Sydney Bono è travestito da MacPhisto, personaggio luciferino e tentatore, e danza con una ragazza presa dal pubblico. Non è stata più eseguita live fino al 1º marzo 2006, a Buenos Aires, durante il Vertigo Tour.

## Promozione
Achtung Baby è stato promosso da cinque singoli, distribuiti tra il 1991 e il 1992: The Fly, Mysterious Ways, One, Even Better Than the Real Thing e Who's Gonna Ride Your Wild Horses. Al disco è seguito anche un'estesa tournée, lo ZooTV Tour, partito dal Lakeland Civic Center di Lakeland il 29 febbraio 1992 e conclusosi al Tōkyō Dōmu di Tokyo il 10 dicembre 1993. Il tour promuoverà anche l'album successivo, Zooropa.
In occasione del ventesimo anniversario dell'uscita del disco è uscito nell'ottobre 2011 Achtung Baby 20 Years Edition. Questa versione è disponibile in cinque formati: standard (rimasterizzato su CD e quadruplo LP), deluxe con un CD bonus contenente remix e b-side, super deluxe con in più Zooropa, 4 DVD (From the Sky Down, Zoo TV: Live from Sydney, tutti i videoclip di Achtung Baby e Zooropa e materiale bonus) e un libretto di 92 pagine e Uber Deluxe Edition, comprensivo di tutto il materiale precedentemente elencato più un libretto di 84 pagine e materiale bonus. Nello stesso periodo è uscito anche l'album tributo AHK-toong BAY-bi Covered, contenente i brani di Achtung Baby rivisitati da vari artisti.

## Tracce
Testi di Bono, musiche di Bono, The Edge, Adam Clayton e Larry Mullen.
1. Zoo Station – 4:36
2. Even Better Than the Real Thing – 3:41
3. One – 4:36
4. Until the End of the World – 4:39
5. Who's Gonna Ride Your Wild Horses – 5:17
6. So Cruel – 5:49
7. The Fly – 4:29
8. Mysterious Ways – 4:04
9. Tryin' to Throw Your Arms Around the World – 3:53
10. Ultra Violet (Light My Way) – 5:31
11. Acrobat – 4:30
12. Love Is Blindness – 4:23

## Edizione 20º anniversario

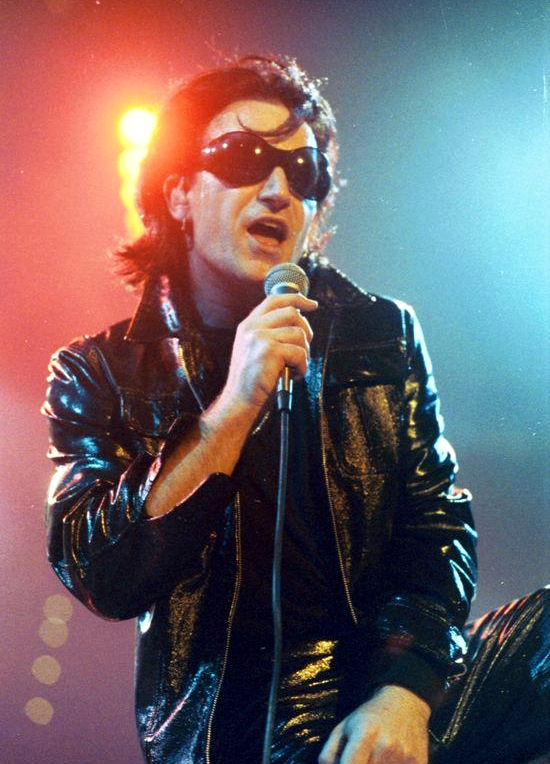
The Fly, l'alter ego di Bono rappresentante il prototipo di tutte le rockstar.

### Deluxe Edition
CD 1 - Achtung Baby
1. Zoo Station
2. Even Better Than the Real Thing
3. One
4. Until the End of the World
5. Who's Gonna Ride Your Wild Horses
6. So Cruel
7. The Fly
8. Mysterious Ways
9. Tryin' to Throw Your Arms Around the World
10. Ultra Violet (Light My Way)
11. Acrobat
12. Love Is Blindness

CD 2 - B-Sides and Bonus Track
1. Lady with the Spinning Head (Uv1)
2. Blow Your House Down
3. Salomé
4. Even Better Than the Real Thing
5. Satellite of Love
6. Who's Gonna Ride Your Wild Horses (Temple Bar Remix)
7. Paint it Black
8. Even Better Than the Real Thing (Fish Out of Water Remix)
9. Mysterious Ways (The Perfecto Mix)
10. Night and Day (Steel String Remix)
11. The Lounge Fly Mix
12. Fortunate Son
13. Alex Descends Into Hell for a Bottle of Milk/Korova 1
14. Where Did it All Go Wrong?

### Super Deluxe Edition
CD 1 - Achtung Baby
1. Zoo Station
2. Even Better Than the Real Thing
3. One
4. Until the End of the World
5. Who's Gonna Ride Your Wild Horses
6. So Cruel
7. The Fly
8. Mysterious Ways
9. Tryin' to Throw Your Arms Around the World
10. Ultra Violet (Light My Way)
11. Acrobat
12. Love Is Blindness

CD 2 - Zooropa
1. Zooropa - 6:30
2. Babyface - 4:00
3. Numb - 4:18
4. Lemon - 6:56
5. Stay (Faraway, So Close!) - 4:58
6. Daddy's Gonna Pay for Your Crashed Car - 5:19
7. Some Days Are Better Than Others - 4:15
8. The First Time - 3:45
9. Dirty Day - 5:25
10. The Wanderer - 4:44

CD 3 - Uber Remixes
1. Night and Day (Steel String Remix)
2. Real Thing (Perfecto Mix)
3. Mysterious Ways (Solar Plexus Extended Club Mix)
4. Lemon (Perfecto Mix)
5. Can't Help Falling in Love (Triple Peaks Remix)
6. Lady with the Spinning Head (Extended Dance remix)
7. Real Thing (V16 Exit Wound Remix)
8. Mysterious Ways (Ultimatum Mix)
9. The Lounge Fly
10. Mysterious Ways (The Perfecto Remix)
11. One (Apollo 440) – Mix Master [S-109]

CD 4 - Unter Remixes
1. Mysterious Ways (Tabla Motown Remix)
2. Mysterious Ways (Appollo 440 Magic Hour Remix)
3. Can't Help Falling in Love (Mystery Train Dub)
4. One (Apollo 440) – Ambient Master [S-109]
5. Lemon (Momo's Reprise)
6. Salome (Zooromancer Remix)
7. Real Thing (Trance Mix)
8. Numb (Gimme Some More Dignity Mix)
9. Mysterious Ways (Solar Plexus Magic Hour Remix)
10. Numb (The Soul Assassins Mix)
11. Real Thing (Apollo 440 Stealth Sonic Remix)

CD 5 - B-Sides and Bonus Track
1. Lady with the Spinning Head (Uv1)
2. Blow Your House Down
3. Salomé
4. Even Better Than the Real Thing (The Perfecto Remix)
5. Satellite of Love
6. Who's Gonna Ride Your Wild Horses (Temple Bar Remix)
7. Paint it Black
8. Even Better Than the Real Thing (Fish Out of Water Remix)
9. Mysterious Ways (The Perfecto Mix)
10. Night and Day (Steel String Remix)
11. The Lounge Fly Mix
12. Fortunate Son
13. Alex Descends Into Hell for a Bottle of Milk/Korova 1
14. Where Did it All Go Wrong?

CD 6 - Alternative Achtung Baby
Il sesto CD contiene le stesse tracce del primo disco in edizione Baby.
DVD 1 - From the Sky Down
DVD 2 - Music videos
1. The Fly
2. Mysterious Ways
3. One
4. Even Better Than The Real Thing (Stereo)
5. One (Buffalo Version)
6. One (Restaurant Version)
7. Who's Gonna Ride Your Wild Horses
8. The Fly (Performance Only)
9. Even Better Than The Real Thing (The Perfecto Mix)
10. The Fly (Text Only)
11. Until The End of the World (Live)
12. The Fly (Live from the Stop Sellafield Concert)
13. Even Better Than The Real Thing (Live from the Stop Sellafield Concert)
14. Love Is Blindness
15. Lemon
16. Stay (Faraway, So Close!)
17. Numb (Stereo)
18. Numb (Video Remix)

DVD 3 - Documentaries
- Zoo TV Special (documentario)
- Short:

1. MTV's “Most Wanted – ZooTV Special”
2. MTV Rockumentary
3. U2 on Naked City, 1993
4. U2 on TV-AM, 1992
5. Trabantland documentary

- Rom Content: Screensavers, Desktop Wallpapers, Weblinks

DVD 4 - Zoo TV: Live from Sydney
1. Show Opening
2. Zoo Station
3. The Fly
4. Even Better Than the Real Thing
5. Mysterious Ways
6. One
7. Unchained Melody (Hy Zaret, Alex North)
8. Until the End of the World
9. New Year's Day
10. Numb
11. Angel of Harlem
12. Stay (Faraway, So Close!)
13. Satellite of Love (Lou Reed)
14. Dirty Day
15. Bullet the Blue Sky
16. Running to Stand Still
17. Where the Streets Have No Name
18. Pride (In the Name of Love)
19. Daddy's Gonna Pay For Your Crashed Car
20. Discorso di MacPhisto
21. Lemon
22. With or Without You
23. Love Is Blindness
24. Can't Help Falling in Love (George Weiss, Hugo Peretti, Luigi Creatore)

## Formazione
Gruppo
- Bono – voce, chitarra
- The Edge – chitarra, tastiere, cori, missaggio, arrangiamento strumenti ad arco (So Cruel)
- Adam Clayton – basso
- Larry Mullen Jr. – batteria, percussioni

Altri musicisti
- Brian Eno – tastiera (One, Tryin' to Throw Your Arms Around the World e Love Is Blindness)
- Daniel Lanois – chitarra (Zoo Station, One e Tryin' to Throw Your Arms Around the World), percussioni (Until the End of the World e Mysterious Ways)
- Duchess Nell Catchpole – violino, viola (So Cruel)

Produzione
- Brian Eno – produzione, missaggio
- Daniel Lanois – produzione, missaggio
- Steve Lillywhite – produzione (Even Better Than the Real Thing e Who's Gonna Ride Your Wild Horses), missaggio
- Flood – ingegnere del suono, missaggio
- Robbie Adams – assistente ingegnere del suono, assistente missaggio, missaggio
- Shannon Strong – assistente ingegnere del suono, assistente missaggio
- Sean Leonard – assistente ingegnere del suono, assistente missaggio
- Paul Barrett – ingegnere del suono
- Joe O'Herlihy – ingegnere del suono
- Stewart Whitmore – montaggio digitale
- Arnie Acosta – mastering

## Classifiche

### Classifiche settimanali
| Classifica (1991/92) | Posizione massima |
| -------------------- | ----------------- |
| Australia            | 1                 |
| Austria              | 2                 |
| Canada               | 1                 |
| Europa               | 1                 |
| Finlandia            | 3                 |
| Francia              | 1                 |
| Germania             | 4                 |
| Irlanda              | 1                 |
| Italia               | 2                 |
| Norvegia             | 4                 |
| Nuova Zelanda        | 1                 |
| Paesi Bassi          | 2                 |
| Regno Unito          | 2                 |
| Spagna               | 6                 |
| Stati Uniti          | 1                 |
| Svezia               | 3                 |
| Svizzera             | 3                 |

### Classifiche di fine anno
| Classifica (1992) | Posizione |
| ----------------- | --------- |
| Austria           | 23        |
| Francia           | 8         |
| Germania          | 18        |
| Italia            | 7         |
| Nuova Zelanda     | 14        |
| Regno Unito       | 36        |
| Stati Uniti       | 5         |
| Svizzera          | 31        |

### Classifiche di fine decennio
| Classifica (1990–1999) | Posizione |
| ---------------------- | --------- |
| Stati Uniti            | 74        |